# Chaetopsis magna
Chaetopsis magna är en tvåvingeart som beskrevs av Cresson 1924. Chaetopsis magna ingår i släktet Chaetopsis och familjen fläckflugor.
Artens utbredningsområde är Kansas. Inga underarter finns listade i Catalogue of Life.